# Carla Hermann
Carla Hermann Avigliano (n. Santiago, 14 de agosto de 1986) es una física chilena especializada en óptica cuántica experimental y teórica. Es académica de la Universidad de Chile, a la vez que forma parte del Instituto Milenio de Investigación en Óptica (MIRO) y del Grupo de Óptica de la misma institución. En el año 2017 gana el premio Premios L'Oréal-UNESCO a Mujeres en Ciencia Chile, convirtiéndose en la primera chilena en ganar este premio en la categoría de postdoctorado, y primera chilena que la gana en el área de la óptica.  

## Biografía

### Educación
Hermann realizó su doctorado en óptica cuántica experimental (2010-2014) en el equipo liderado por el profesor Serge Haroche, premio Nobel de Física 2012, en conjunto con los profesores Jean-Michel Raimond y Michel Brune. En forma paralela, realizó un doctorado teórico en Chile bajo la supervisión del futuro rector de la Universidad de Concepción, Carlos Saavedra Rubilar. Obtuvo ambos doctorados el año 2014, defendiendo las dos partes de su tesis “Towards deterministic preparation of single Rydberg atoms and applications to quantum information processing”.
Entre los años 2015 y 2017 realizó estudios de postdoctorado como parte del equipo de investigación del Joint Quantum Insitute de la Universidad de Maryland y NIST, EE. UU., bajo la supervisión del profesor Paul Lett. 
En el año 2017, comienza un segundo postdoctorado en la Universidad de Chile, en el área de cristales fotónicos, bajo la supervisión del profesor Rodrigo Vicencio. 
En el año 2018, es contratada como profesora asistente a tiempo completo en el prestigioso Departamento de Física de la Facultad de Ciencias Físicas y Matemáticas de la Universidad de Chile (FCFM).

### Carrera académica
Durante su doctorado en Francia trabajó en el experimento de átomos de Rydberg en un chip superconductor, donde estudió el efecto de bloqueo dipolar en una muestra densa y pequeña de átomos de Rubidio atrapados magnéticamente en su estado basal en el chip a 4 K. En su tesis se exploraron las condiciones óptimas para realizar física de átomos de Rydberg en un chip. Para lograr operaciones basadas en este efecto de bloqueo dipolar, los campos eléctricos parásitos cerca de la superficie superconductora deben ser disminuidos y controlados. Se propuso y se demostró un método simple y novedoso para superar este problema en donde la espectroscopía de microondas reveló tiempos de coherencia atómicos extremadamente largos, en el rango de milisegundos, para un qubit almacenado en una superposición de niveles de Rydberg próximos a la superficie del chip. Se demostró por vez primera que efectivamente un chip superconductor era un buen escenario para física de átomos de Rydberg, y que una pequeña capa de metal servía para proteger sus propiedades de coherencia. Los principales resultados de la tesis de Hermann se encuentran en las referencias.
En paralelo, durante su trabajo doctoral en Chile, Hermann propuso un esquema simple para la generación rápida y eficiente de superposiciones cuánticas de dos campos coherentes con amplitudes clásicas diferentes en una cavidad, conocidos en la literatura como los famosos “Gato de Schrödinger”. Se mostró que el esquema es notablemente más eficiente que aquellos que utilizan un solo átomo.
Durante su primer postdoctorado en el JQI, la Dra. Hermann realizó una investigación que involucró óptica no lineal, específicamente la generación de luz cuántica (luz comprimida), su detección y las propiedades de entrelazamiento cuántico de esta. Se exploraron las diferentes aplicaciones que tiene la luz comprimida para imageneología y metrología cuántica. En particular se propuso un interferómetro cuántico capaz de superar los límites de precisión impuestos por la mecánica cuántica, llegando a superar el límite cuántico estándar por 4dB, incluso en presencia de pérdidas.  
Luego de 7 años de especialización en el extranjero, Carla retornó a Chile en el año 2017 y se integró al grupo de redes fotónicas de la Universidad de Chile, ganando un proyecto postdoctoral de Fondecyt. Esta investigación se centró en el estudio de la propagación de luz clásica en diversos canales de luz, y dio como fruto un artículo sobre la localización de la luz, tanto en su estado fundamental como en su estado de dipolo, en un arreglo de tipo Grafeno con bandas planas.
La Dra. Hermann gana en el año 2017 el premio L’Oreal UNESCO For Women in Science Chile, convirtiéndose en la primera chilena en ganar este premio en la categoría de postdoctorado, así como también la primera chilena en ganarlo en el área de la óptica cuántica. El premio fue otorgado por su investigación postdoctoral en redes fotónicas y como reconocimiento a su impecable trayectoria científica. El mismo año fue también reconocida como una de las Líderes del Sur.
El año 2018 Carla gana un concurso académico público en la Facultad de Ciencias Físicas y Matemáticas de la Universidad de Chile, convirtiéndose así en académica y miembro del prestigioso claustro del Departamento de Física. Ese mismo año Carla pasa a ser investigadora joven del Instituto Milenio de Investigación en Óptica MIRO, además de ser la cabeza del área de óptica cuántica en la Universidad de Chile, donde junto con el profesor Rodrigo Vicencio lideran el Grupo de Óptica del mismo establecimiento.
Durante el año 2018 la Dra. Hermann gana dos proyectos de investigación, uno interno de la Universidad, U-Inicia, y un PAI de subvención a la academia de Conicyt. En el año 2019 Carla se adjudica un Fondecyt Iniciación.
Hoy en día la investigación de la Dra. Hermann se centra en las siguientes líneas: (1) generación y propagación de luz cuántica (comprimida) tanto teórica como experimental, (2) movimientos rotacionales de la tierra en sismos medidos a través de dispositivos ópticos, (3) electrodinámica cuántica de cavidades, (4) óptica cuántica topológica, y (5) ondas de Rogue, todas estas en colaboración con científicos del país y extranjeros. Todas sus contribuciones científicas pueden ser encontradas en.
Aparte de sus logros académicos, la profesora Hermann mantiene un gran compromiso con la difusión de las ciencias y dicta varias charlas a lo largo del año en diferentes establecimientos educacionales, públicos y privados, así como también en municipalidades. Entrevistas, artículos y columnas de ella pueden ser encontradas en línea en. Es socia de la Asociación Red de Investigadoras

## Premios y reconocimientos
- 2023: Incluida entre las "30 Mujeres Más Poderosas de Chile" según ranking de Revista Forbes Chile.
- 2017: Premio L’Oreal for Women in Science, categoría postdoctorado.
- 2017: Líderes del Sur, Concepción, Chile.